# Lalganj
Lalganj là một thành phố và khu đô thị của quận Vaishali thuộc bang Bihar, Ấn Độ.

## Địa lý
Lalganj có vị trí 25°52′B 85°11′Đ / 25,87°B 85,18°Đ Nó có độ cao trung bình là 42 mét (137 feet).

## Nhân khẩu
Theo điều tra dân số năm 2001 của Ấn Độ, Lalganj có dân số 29.847 người. Phái nam chiếm 52% tổng số dân và phái nữ chiếm 48%. Lalganj có tỷ lệ 51% biết đọc biết viết, thấp hơn tỷ lệ trung bình toàn quốc là 59,5%: tỷ lệ cho phái nam là 60%, và tỷ lệ cho phái nữ là 42%. Tại Lalganj, 18% dân số nhỏ hơn 6 tuổi.